# Џек Вајт
Џек Вајт (енгл. Jack White (рођен као Џон Ентони Гилис енгл. John Anthony Gillis), Детроит, Мичиген, САД, 9. јул 1975) је амерички музичар, музички продуцент и повремени глумац, најпознатији као гитариста и певач рок дуета The White Stripes.

## Биографија
Двадесетпрвог септембра 1996. Џек Гилис се оженио са Мег Вајт и узео њено презиме. Пар је убрзо почео да наступа под називом The White Stripes, а публици су се представљали као брат и сестра. Џек и Мег су се развели 2000. године, али су наставили да наступају као група.
Године 2001. њихов сингл Fell in Love with a Girl је постао хит, а потом су албумом White Blood Cells постали познати широм света. Године 2003. Џек Вајт је добио улогу у филму Cold Mountain, а након неколико соло-пројеката 2005. је основао групу Раконтерс (The Racounteurs).
Након једногодишње везе с глумицом Рене Зелвегер, коју је упознао на снимању филма, Вајт се 1. јуна 2005. венчао с британским супермоделом Карен Елсон, са којом је 2006. добио ћерку Скарлет Терезу Вајт, а 2007. сина Хенрија Лија Вајта.